# Казанківська селищна територіальна громада
Казанківська селищна територіальна громада — територіальна громада в Україні, в Баштанському районі Миколаївської області. Адміністративний центр — селище Казанка.
Площа громади — 704,48 км², населення — 12 453 мешканці (2018).
Утворена 29 вересня 2017 року шляхом об'єднання Казанківської селищної ради та Великоолександрівської, Дмитрівської, Дмитро-Білівської, Лагодівської, Миколаївської, Михайлівської, Новоданилівської, Троїцько-Сафонівської сільських рад Казанківського району.

## Населені пункти
До складу громади входять 8 селищ (Висунь, Гранітне, Добровільське, Казанка, Казанка, Копані, Новоданилівка, Утішне) і 46 сіл: Андріївка, Білівка, Бурячки, Великоолександрівка, Великофедорівка, Вербове, Весела Балка, Дмитрівка, Дмитро-Білівка, Каширівка, Козлівка, Кротівка, Лагодівка, Лазарівка, Лозове, Любомирівка, Малофедорівка, Мар'янівка, Миколаївка, Миколо-Гулак, Михайлівка, Неудачне, Нова Висунь, Нове, Нововасилівка, Нововолодимирівка, Новогригорівка, Новоданилівка, Новолазарівка, Новоолександрівка, Новоскелюватка, Новоукраїнка, Новофедорівка, Павлівка, Петрово-Висунське, Пищевиця, Покровка, Романівка, Сергіївка, Слобідка, Тарасівка, Тернове, Троїцько-Сафонове, Троянка, Утішне, Червона Новоселівка.